# A Ferencvárosi TC 1946–1947-es szezonja
A Ferencvárosi TC 1946–1947-es szezonja szócikk a Ferencvárosi TC első számú férfi labdarúgócsapatának egy szezonjáról szól, mely összességében és sorozatban is a 44. idénye volt a csapatnak a magyar első osztályban. A klub fennállásának ekkor volt a 48. évfordulója.

## Mérkőzések
| Színmagyarázat | Színmagyarázat |
| -------------- | -------------- |
|                | Győzelem.      |
|                | Döntetlen.     |
|                | Vereség.       |

### NB 1 1946–47

#### Őszi fordulók
| 1. forduló 1946. szeptember 1. |

| Ferencváros         | 1 – 2               | Kispesti AC                     |
| ------------------- | ------------------- | ------------------------------- |
| Mike 55' (11-esből) | (0 – 1) Jegyzőkönyv | Béres 12' Puskás 61' (11-esből) |

| Üllői út, Budapest Nézőszám: 18 000 Játékvezető: Várszegi Rezső (magyar) |

| 2. forduló 1946. szeptember 8. |

| Ferencváros | 1 – 2               | MTK                         |
| ----------- | ------------------- | --------------------------- |
| Gyulai 23'  | (1 – 0) Jegyzőkönyv | Mészáros 55' (11-esből) 59' |

| Üllői út, Budapest Nézőszám: 15 000 Játékvezető: Barna Béla (magyar) |

| 3. forduló 1946. szeptember 15. |

| Ferencváros                           | 4 – 1               | Szolnoki MÁV |
| ------------------------------------- | ------------------- | ------------ |
| Mike 30' 35' 65' (11-esből) Sinka 71' | (2 – 0) Jegyzőkönyv | Kolláth 53'  |

| Üllői út, Budapest Nézőszám: 8 000 Játékvezető: K. Nagy Pál (magyar) |

| 4. forduló 1946. szeptember 22. |

| Debreceni VSC | 0 – 2               | Ferencváros         |
| ------------- | ------------------- | ------------------- |
|               | (0 – 2) Jegyzőkönyv | Sinka 11' Rudas 40' |

| Debrecen Nézőszám: 4 000 Játékvezető: Molnár István (magyar) |

| 5. forduló 1946. szeptember 29. |

| Ferencváros                                     | 6 – 1               | Dorogi AC  |
| ----------------------------------------------- | ------------------- | ---------- |
| Mike 12' 83' Szabó 65' 89' Sárosi 76' Sinka 84' | (1 – 0) Jegyzőkönyv | Klausz 63' |

| Üllői út, Budapest Nézőszám: 20 000 Játékvezető: Ohernyák Pál (magyar) |

| 6. forduló 1946. október 13. |

| Újpest                    | 1 – 1               | Ferencváros |
| ------------------------- | ------------------- | ----------- |
| Nagymarosi 80' (11-esből) | (0 – 0) Jegyzőkönyv | Sárosi 53'  |

| Megyeri út, Újpest Nézőszám: 18 000 Játékvezető: Kamarás Árpád (magyar) |

| 7. forduló 1946. október 20. |

| Ferencváros                             | 5 – 0               | Szegedi AK |
| --------------------------------------- | ------------------- | ---------- |
| Sárosi 29' 54' 69' Szabó 55' Gyulai 72' | (1 – 0) Jegyzőkönyv |            |

| Üllői út, Budapest Nézőszám: 15 000 Játékvezető: Szigeti György (magyar) |

| 8. forduló 1946. október 26. |

| Szombathelyi VSE | 0 – 0               | Ferencváros |
| ---------------- | ------------------- | ----------- |
|                  | (0 – 0) Jegyzőkönyv |             |

| Rohonci úti stadion, Szombathely Nézőszám: 5 000 Játékvezető: Molnár Imre (magyar) |

| 9. forduló 1946. november 10. |

| Ferencváros                                                                   | 10 – 0              | Szentlőrinci AC |
| ----------------------------------------------------------------------------- | ------------------- | --------------- |
| Sinka 10' 33' Mike 28' 43' 65' 79' Lévay 61' (öngól) Sárosi 82' 83' Ónody 87' | (4 – 0) Jegyzőkönyv |                 |

| Üllői út, Budapest Nézőszám: 4 000 Játékvezető: Kőhalmi Ferenc (magyar) |

| 10. forduló 1946. november 17. |

| Ferencváros         | 1 – 0               | Csepel SC |
| ------------------- | ------------------- | --------- |
| Sárosi 18' Mike 52′ | (1 – 0) Jegyzőkönyv | Rédei 83′ |

| Üllői út, Budapest Nézőszám: 15 000 Játékvezető: Kohányi Miklós (magyar) |

| 11. forduló 1946. december 1. |

| Erzsébet–Soroksár | 0 – 3               | Ferencváros           |
| ----------------- | ------------------- | --------------------- |
|                   | (0 – 1) Jegyzőkönyv | Mike 4' 49' Szabó 79' |

| Budapest Nézőszám: 2 500 Játékvezető: Barna Béla (magyar) |

| 12. forduló 1946. december 8. |

| Ferencváros          | 2 – 1               | Győri ETO       |
| -------------------- | ------------------- | --------------- |
| Sinka 16' Sárosi 73' | (1 – 1) Jegyzőkönyv | Nyíregyházky 8' |

| Üllői út, Budapest Nézőszám: 8 000 Játékvezető: Kern Imre (magyar) |

| 13. forduló 1946. december 15. |

| Ferencváros   | 2 – 0               | Testvériség SE |
| ------------- | ------------------- | -------------- |
| Szabó 21' 82' | (1 – 0) Jegyzőkönyv |                |

| Üllői út, Budapest Nézőszám: 8 000 Játékvezető: K. Nagy Pál (magyar) |

| 14. forduló 1946. december 22. |

| Ferencváros         | 2 – 2               | Vasas             |
| ------------------- | ------------------- | ----------------- |
| Gyulai 20' Mike 54' | (1 – 0) Jegyzőkönyv | Moór 77' Nagy 83' |

| Üllői út, Budapest Nézőszám: 8 000 Játékvezető: Dorogi Andor (magyar) |

- Elhalasztott mérkőzés.

| 15. forduló 1946. december 18. |

| Ferencváros                      | 3 – 1               | Pereces TK  |
| -------------------------------- | ------------------- | ----------- |
| Szabó 16' Hernádi 22' Kocsis 64' | (2 – 0) Jegyzőkönyv | Kertesi 58' |

| Üllői út, Budapest Nézőszám: 2 000 Játékvezető: Bánkuti Andor (magyar) |

#### Tavaszi fordulók
| 16. forduló 1947. március 2. |

| Szegedi AK          | 2 – 2               | Ferencváros                     |
| ------------------- | ------------------- | ------------------------------- |
| Hernádi 7' Nagy 23' | (2 – 2) Jegyzőkönyv | Gyetvai 16' Ladányi 35' (öngól) |

| Szeged Nézőszám: 6 000 Játékvezető: Várszegi Rezső (magyar) |

| 17. forduló 1947. március 9. |

| Ferencváros | 1 – 0               | Újpest |
| ----------- | ------------------- | ------ |
| Gyetvai 61' | (0 – 0) Jegyzőkönyv |        |

| Üllői út, Budapest Nézőszám: 32 000 Játékvezető: Szilágyi Béla (magyar) |

| 18. forduló 1947. március 16. |

| Dorogi AC  | 1 – 2               | Ferencváros          |
| ---------- | ------------------- | -------------------- |
| Molnár 67' | (0 – 1) Jegyzőkönyv | Sárosi 41' Szabó 59' |

| Bányász stadion, Dorog Nézőszám: 4 000 Játékvezető: Soós Károly (magyar) |

| 19. forduló 1947. március 23. |

| Ferencváros                | 3 – 2               | Debreceni VSC          |
| -------------------------- | ------------------- | ---------------------- |
| Sárosi 13' 16' Gyetvai 23' | (3 – 0) Jegyzőkönyv | Komlóssy 55' Szabó 68' |

| Üllői út, Budapest Nézőszám: 12 000 Játékvezető: Tassy Béla (magyar) |

| 20. forduló 1947. március 30. |

| Szolnoki MÁV | 1 – 0               | Ferencváros |
| ------------ | ------------------- | ----------- |
| Kolláth 7'   | (1 – 0) Jegyzőkönyv |             |

| Szolnok Nézőszám: 4 000 Játékvezető: Dorogi Andor (magyar) |

| 21. forduló 1947. május 15. |

| MTK                                    | 3 – 3               | Ferencváros      |
| -------------------------------------- | ------------------- | ---------------- |
| Bodola 8' Bosánszky 21' 85' (11-esből) | (2 – 0) Jegyzőkönyv | Mike 60' 73' 81' |

| Üllői út, Budapest Nézőszám: 25 000 Játékvezető: Leiner Imre (magyar) |

- Elhalasztott mérkőzés.

| 22. forduló 1947. április 13. |

| Kispesti AC                  | 3 – 0               | Ferencváros        |
| ---------------------------- | ------------------- | ------------------ |
| Puskás 20' 75' 83' Patyi 53′ | (1 – 0) Jegyzőkönyv | Mike 53′ Rudas 72′ |

| Budapest Nézőszám: 16 000 Játékvezető: Kallós Sándor (magyar) |

| 23. forduló 1947. március 2. |

| Pereces TK          | 3 – 0               | Ferencváros |
| ------------------- | ------------------- | ----------- |
| Kertesi 25' 29' 50' | (2 – 0) Jegyzőkönyv |             |

| Pereces Nézőszám: 6 000 Játékvezető: Várszegi Rezső (magyar) |

- Félbeszakadt mérkőzés, amit május 21-én újrajátszottak (0 – 0), de végül a félbeszakadt mérkőzés eredményét hagyták jóvá.

| 24. forduló 1947. április 27. |

| Vasas                           | 4 – 0               | Ferencváros |
| ------------------------------- | ------------------- | ----------- |
| Szilágyi 55' 66' 88' Vincze 75' | (0 – 0) Jegyzőkönyv |             |

| Megyeri út, Újpest Nézőszám: 15 000 Játékvezető: Szigeti György (magyar) |

| 25. forduló 1947. május 18. |

| Testvériség SE  | 2 – 5               | Ferencváros                          |
| --------------- | ------------------- | ------------------------------------ |
| Tinelli 10' 70' | (1 – 3) Jegyzőkönyv | Mike 5' 12' 51' Gyulai 22' Szabó 68' |

| Üllői út, Budapest Nézőszám: 10 000 Játékvezető: Kádár Béla (magyar) |

| 26. forduló 1947. június 5. |

| Győri ETO                         | 3 – 0               | Ferencváros |
| --------------------------------- | ------------------- | ----------- |
| Kéri 18' (öngól) Szilvási 61' 82' | (1 – 0) Jegyzőkönyv |             |

| Győr Nézőszám: 6 000 Játékvezető: Somogyi Ernő (magyar) |

| 27. forduló 1947. június 8. |

| Ferencváros                           | 5 – 1               | Erzsébet–Soroksár |
| ------------------------------------- | ------------------- | ----------------- |
| Sárosi 4' 28' Mike 71' 75' Kocsis 86' | (2 – 0) Jegyzőkönyv | Pákozdi 47'       |

| Üllői út, Budapest Nézőszám: 10 000 Játékvezető: Sárosi Imre (magyar) |

| 28. forduló 1947. június 14. |

| Csepel SC      | 1 – 1               | Ferencváros |
| -------------- | ------------------- | ----------- |
| Keszthelyi 35' | (1 – 0) Jegyzőkönyv | Sárosi 89'  |

| Béke téri stadion, Csepel Nézőszám: 10 000 Játékvezető: Molnár Imre (magyar) |

| 29. forduló 1947. június 22. |

| Szentlőrinci AC      | 1 – 5               | Ferencváros                          |
| -------------------- | ------------------- | ------------------------------------ |
| Deák 16' Kapcsos 61′ | (1 – 3) Jegyzőkönyv | Frenák 8' Szabó 12' 76' 84' Mike 30' |

| Üllői út, Budapest Nézőszám: 8 000 Játékvezető: Fenyő Béla (magyar) |

| 30. forduló 1947. július 6. |

| Ferencváros | 0 – 1               | Szombathelyi VSE |
| ----------- | ------------------- | ---------------- |
|             | (0 – 1) Jegyzőkönyv | Hegedűs 31'      |

| Üllői út, Budapest Nézőszám: 5 000 Játékvezető: Dorogi Andor (magyar) |

#### A végeredmény
|    | Csapat               | Játszott | Gy | D | V  | L   | K   | GK   | Pont |
| -- | -------------------- | -------- | -- | - | -- | --- | --- | ---- | ---- |
| 1  | Újpesti TE           | 30       | 21 | 5 | 4  | 106 | 43  | +63  | 47   |
| 2  | Kispesti AC          | 30       | 17 | 7 | 6  | 77  | 37  | +40  | 41   |
| 3  | Vasas SC             | 30       | 16 | 7 | 7  | 77  | 43  | +34  | 39   |
| 4  | Ferencvárosi TC      | 30       | 16 | 6 | 8  | 70  | 39  | +31  | 38   |
| 5  | MTK                  | 30       | 14 | 3 | 13 | 52  | 43  | +9   | 31   |
| 6  | Csepel SC            | 30       | 13 | 5 | 12 | 57  | 48  | +9   | 31   |
| 7  | Szentlőrinci AC      | 30       | 11 | 8 | 11 | 70  | 64  | +6   | 30   |
| 8  | Debreceni VSC        | 30       | 13 | 4 | 13 | 57  | 70  | -13  | 30   |
| 9  | Szegedi AK           | 30       | 12 | 5 | 13 | 57  | 64  | -11  | 29   |
| 10 | Szolnok              | 30       | 12 | 5 | 13 | 46  | 55  | -9   | 29   |
| 11 | Szombathelyi Haladás | 30       | 11 | 6 | 13 | 49  | 47  | +2   | 28   |
| 12 | Győri ETO            | 30       | 11 | 5 | 14 | 54  | 49  | +5   | 27   |
| 13 | Dorogi AC            | 30       | 11 | 5 | 14 | 58  | 60  | -2   | 27   |
| 14 | Erzsébet–Soroksár    | 30       | 11 | 5 | 14 | 35  | 56  | -21  | 27   |
| 15 | Pereces TK           | 30       | 11 | 1 | 18 | 47  | 75  | -28  | 23   |
| 16 | Testvériség SE       | 30       | 1  | 1 | 28 | 26  | 145 | -119 | 3    |

#### Eredmények összesítése
Az alábbi táblázatban összesítve szerepelnek a Ferencvárosi TC 1946/47-es bajnokságban elért eredményei.
| Ősz/tavasz (forduló)    | Otthon | Otthon | Otthon | Otthon | Otthon | Otthon | Otthon | Idegenben | Idegenben | Idegenben | Idegenben | Idegenben | Idegenben | Idegenben |
| Ősz/tavasz (forduló)    | M      | GY     | D      | V      | LG–KG  | GK     | P      | M         | GY        | D         | V         | LG–KG     | GK        | P         |
| ----------------------- | ------ | ------ | ------ | ------ | ------ | ------ | ------ | --------- | --------- | --------- | --------- | --------- | --------- | --------- |
| Őszi szezon (1–15.)     | 11     | 8      | 1      | 2      | 37–10  | +27    | 17     | 4         | 2         | 2         | 0         | 6–1       | +5        | 6         |
| Tavaszi szezon (16–30.) | 4      | 3      | 0      | 1      | 9–4    | +5     | 6      | 11        | 3         | 3         | 5         | 18–24     | –6        | 9         |
| Összesen (1–30.)        | 15     | 11     | 1      | 3      | 46–14  | +32    | 23     | 15        | 5         | 5         | 5         | 24–25     | –1        | 15        |

### Egyéb mérkőzések
| 1946. december 22. |

| Ferencváros  | 2 – 2               | Wacker |
| ------------ | ------------------- | ------ |
| Szabó Hegyes | (2 – 1) Jegyzőkönyv |        |

| Üllői út, Budapest Nézőszám: 6 000 Játékvezető: Kamarás Árpád (magyar) |

| 1946. december 29. |

| Wacker Wien | 3 – 0               | Ferencváros |
| ----------- | ------------------- | ----------- |
|             | (0 – 0) Jegyzőkönyv |             |

| Bécs Nézőszám: 15 000 |

| 1947. január 1. |

| Bellinzona | 2 – 2 | Ferencváros  |
| ---------- | ----- | ------------ |
|            |       | Szabó Gyulai |

| Zürich |

| 1947. január 3. |

| Aarau | 3 – 3 | Ferencváros   |
| ----- | ----- | ------------- |
|       |       | Sárosi Hegyes |

| Zürich |

| 1947. január 5. |

| FC Basel | 2 – 2 | Ferencváros |
| -------- | ----- | ----------- |
|          |       | Gyulai Mike |

| Bázel |

| 1947. január 6. |

| FC Locarno | 1 – 2 | Ferencváros |
| ---------- | ----- | ----------- |
|            |       | Sárosi Mike |

| Locarno |

| 1947. február 23. |

| Ferencváros | 3 – 1 | MOGÜRT |
| ----------- | ----- | ------ |
| Mike Szabó  |       |        |

| Üllői út, Budapest |

| 1947. április 6. |

| Ferencváros   | 3 – 2       | Austria Wien |
| ------------- | ----------- | ------------ |
| Szabó Gyetvai | Jegyzőkönyv |              |

| Üllői út, Budapest |

| 1947. április 7. |

| Ferencváros        | 5 – 2       | Rapid Wien |
| ------------------ | ----------- | ---------- |
| Csanádi Sárosi ög' | Jegyzőkönyv |            |

| Üllői út, Budapest |

| 1947. május 26. |

| Ferencváros        | 6 – 2               | FC Bratislava |
| ------------------ | ------------------- | ------------- |
| Szabó Rudas Sárosi | (0 – 0) Jegyzőkönyv |               |

| Üllői út, Budapest Nézőszám: 10 000 Játékvezető: Szigeti György (magyar) |

| 1947. június 1. |

| FC Bratislava | 2 – 0               | Ferencváros |
| ------------- | ------------------- | ----------- |
|               | (2 – 0) Jegyzőkönyv |             |

| Pozsony Nézőszám: 20 000 |

| 1947. június 29. |

| Ferencváros, Csepel SC vegyes | 3 – 2       | SK Židenice |
| ----------------------------- | ----------- | ----------- |
| Hernádi Gyulai Frenák         | Jegyzőkönyv |             |

| Üllői út, Budapest |

## Külső hivatkozások
- A csapat hivatalos honlapja (magyarul)
- Az 1946–1947-es szezon menetrendje a tempofradi.hu-n (magyarul)